# Perdea de protecție

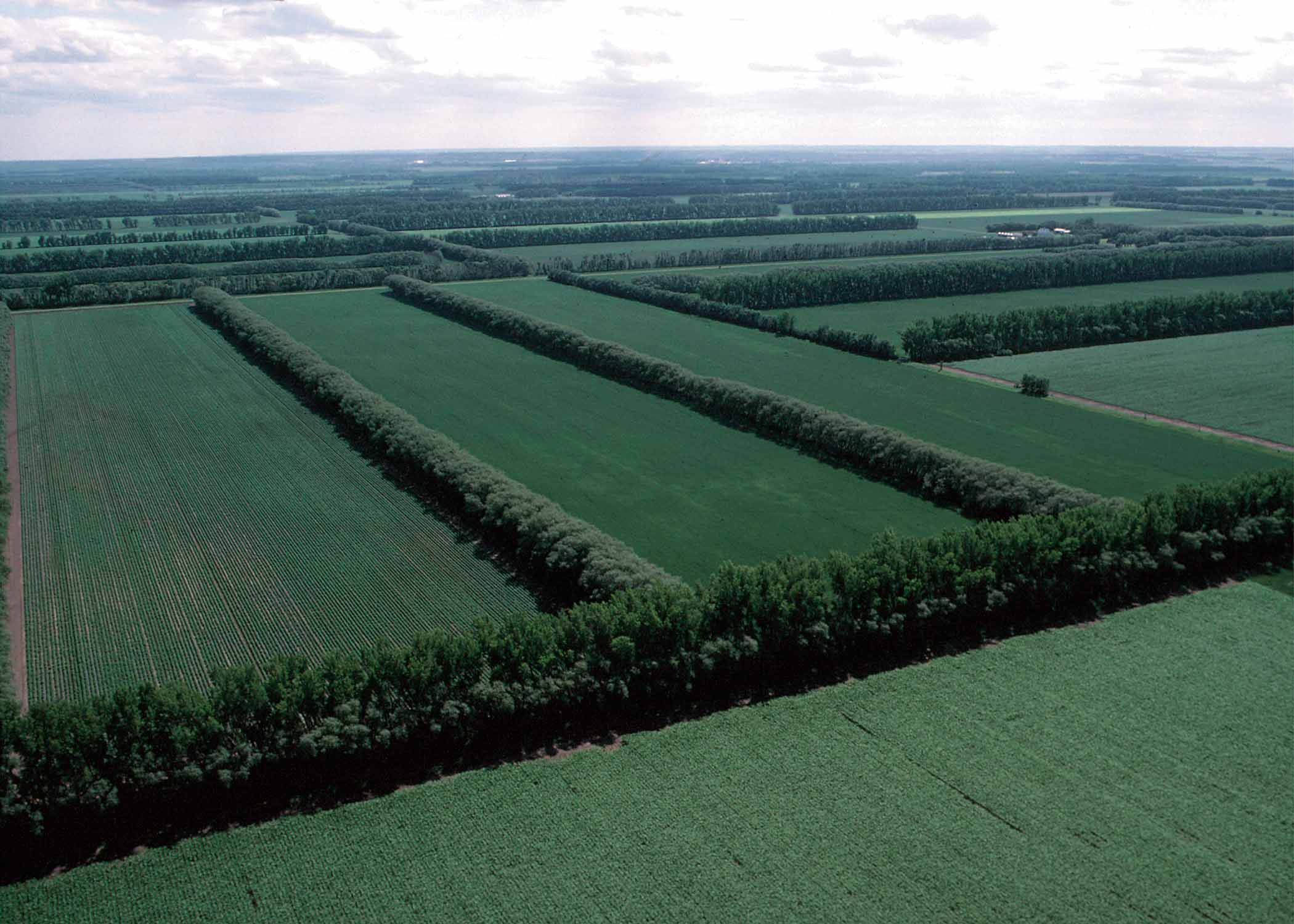
O perdea de protecţie în Dakota de Nord

Perdeaua de protecție, numită și perdea forestieră de protecție, perdea anti-vânt sau antivânt, este o asociație vegetală creată de om reprezentând o fâșie îngustă și lungă de teren plantată cu specii lemnoase (arbori și arbuști) amplasată la marginea unor obiective de protejat, cu rolul de a apăra culturile agricole, solurile nisipoase, digurile de baraj și canalele de irigație de acțiunea dăunătoare a unor factori climatici nefavorabili (eroziune, evaporație, vânturi puternice, calde și uscate, viscole, valuri de ape revărsate etc.). Perdelele se diferențiază după obiectivul de protejat, funcțiile pe care le au de îndeplinit, condițiile fizico-geologice (climă, sol), formă, lățime, structură orizontală și verticală, compoziție specifică.
Cele mai cunoscute perdele sunt cele pentru protecția culturilor agricole din zonele secetoase. Funcția principală a perdelele de protecție este modificarea unor factori climatici excesivi și aducerea acestora pe cât posibil la parametri normali, suportabili, atât în interiorul perdelei (microfitoclimat) cât mai ales pe câmpurile limitrofe, printre care: micșorarea amplitudinilor termice în aer și sol, modificarea (scăderea) vitezei vântului, cu efectele sale benefice asupra mediului și plantelor (scăderea evapotranspirației, împiedicarea spulberării solului și a zăpezii, oprirea dezrădăcinării culturilor, reducerea scurgerilor de suprafață etc.), ameliorarea regimului aerohidric și pedohidric. Prin aceasta, perdelele contribuie la sporirea producției agricole.
Perdelele de protecție sunt plantate cu diferite specii de cultură (cereale, arbori naturali) sau silvice, multianuale, perpendicular pe direcția curentului dominant, cu scopul de-a proteja culturile de efectele vânturilor și a le ameliora microclimatul. Se utilizează și perdelele de protecție simple, anuale, în legumicultură, formate din sorg, porumb etc. mai ales în culturile de castraveți, ardei.
Perdelele de protecție reduc viteza vântului de la o distanță egală cu 5-10 ori înălțimea maximă a arborilor din care sunt compuse, în partea de unde bate vântul. Pentru terenurile îndiguite și pentru lacurile de baraj, perdelele de protecție amortizează acțiunea valurilor provocate de vânt și apără digurile și malurile de eroziune. În terenurile irigate perdelele de protecție reduc cu cca 30% pierderile de apă prin evaporație din lacuri, canale și de la suprafața solului și a plantelor. Prin modificările aduse climatului local, perdelele de protecție creează condiții favorabile culturilor agricole din spațiul aflat sub influența lor, contribuind la sporirea recoltelor cu 10-20% în anii normali și în cei cu ploi mai puțin abundente, și cu 30-100% în anii secetoși sau foarte secetoși. Perdelele de protecție se alcătuiesc din specii adecvate scopului urmărit și condițiilor climatice din zona respectivă. În teritoriile irigate se folosesc hibrizi de plop de mare productivitate (ex.: de plop canadian), iar în regiunile inundabile: plopul, salcia, răchita, aninul, sângerul etc.; în zona de stepă speciile de bază sunt salcâmul în amestec cu stejarul și arțarul și diferiți arbuști sau specii fructifere (caisul, piersicul, cireșul, gutuiul, migdalul etc.). Perdelele de protecție creează condiții favorabile dezvoltării unui mare număr de animale de vânat (ex.: fazani, potârnichi, iepuri, căprioare) sau utile agriculturii (insecte și păsări entomofage) și, în plus, oferă lemn și alte produse forestiere care lipsesc în zonă.

## Clasificarea perdelelor forestiere de protecție
Conform Ordinului nr. 636 din 23 decembrie 2002 privind aprobarea îndrumărilor tehnice silvice pentru înființarea, îngrijirea și conducerea vegetației forestiere din perdelele forestiere de protecție perdelele de protecție sunt clasificate în 3 categorii marii.
- După scopul pentru care se creează, perdelele forestiere de protecție se clasifică astfel:
  - Perdele forestiere pentru protecția terenurilor agricole contra factorilor climatici dăunători și pentru ameliorarea condițiilor climatice din perimetrul apărat;
  - Perdele forestiere antierozionale, de protejare a solului supus fenomenelor de eroziune cauzată de vânt sau de apă;
  - Perdele forestiere pentru protecția căilor de comunicație și de transport, respectiv de apărare a acestora împotriva înzăpezirilor;
  - Perdele forestiere pentru protecția digurilor și a malurilor contra curenților, viiturilor, gheții, etc.
  - Perdele forestiere pentru protecția localităților și a diverselor obiective economice și sociale.

- După amplasarea față de direcția de acțiune a factorului dăunător, perdelele forestiere de protecție se clasifică astfel:
  - Perdele principale, amplasate perpendicular pe direcția de acțiune a factorului dăunător predominant sau pe rezultanta factorilor dăunători dominanți;
  - Perdele secundare, amplasate perpendicular pe cele principale și care întregesc rețeaua de perdele dintr-un perimetru dat. În funcție de configurația terenului, pentru perdele secundare se pot folosi așa numitele perdele alei. Acestea pot fi constituite dintr-un singur rând de arbori sau din două rânduri.

- După consistență sau desime, perdelele forestiere de protecție se clasifică astfel:
  - Perdele impenetrabile sau compacte care nu lasă vântul să treacă prin ele, creându-se în spatele lor o zonă de calm absolut. Acestea sunt recomandate pentru tipul de perdele de protecție a căilor de comunicații și de transport, precum și pentru cele de protecție a obiectivelor economice și sociale;
  - Perdele semipenetrabile care lasă vântul să treacă prin ele, acesta diminuându-și progresiv tăria. Sunt recomandate pentru tipul de perdele de protecție a câmpului, și pentru cele antierozionale contra vântului;
  - Perdele penetrabile. Vântul pătrunde ușor prin ele, în special prin zona de sub coronamentul arborilor. Aceste perdele sunt recomandate pentru tipul de perdele forestiere antierozionale, contra eroziunii cauzata de apa și a celor pentru protecția digurilor și a malurilor.